# Utilização de recursos in-situ

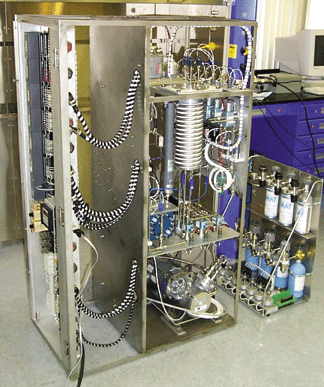
Ensaio de reversão de água por gás ISRU.

Na exploração do espaço, utilização de recursos in-situ (ISRU na sigla em inglês) descreve a proposta de utilizar os recursos encontrados ou fabricados em outros astros (a Lua, Marte, Asteróides, etc) para promover os objetivos de uma missão espacial.
Segundo a NASA, a utilização de recursos in situ permitirá o estabelecimento acessível de exploração e operações extraterrestres, minimizando as matérias transportadas a partir da Terra. 
ISRU pode fornecer materiais para suporte de vida, propelentes, materiais de construção e energia para uma carga de ciência ou uma tripulação implantada em um planeta, lua ou asteróide.
Agora, é muito comum para a nave espacial para explorar a radiação solar encontrado in situ, e é provável que as missões superfícies planetárias também utilizar a energia solar. Além disso, ISRU ainda não recebeu qualquer aplicação prática, mas é visto por defensores de exploração, como forma de reduzir drasticamente a quantidade de carga que deve ser lançado da Terra a fim de explorar uma determinada massa planetária.

## Literatura
- Resource Utilization Concepts for MoonMars; ByIris Fleischer, Olivia Haider, Morten W. Hansen, Robert Peckyno, Daniel Rosenberg and Robert E. Guinness; 30 September 2003; IAC Bremen, 2003 (29 Sept – 03 Oct 2003) and MoonMars Workshop (26-28 Sept 2003, Bremen). Accessed on 18 January 2010